# Sotto massima sorveglianza
Sotto massima sorveglianza (Wedlock) è film del 1991 diretto da Lewis Teague. La pellicola, un film d'azione e di fantascienza, è interpretato da Rutger Hauer, Mimi Rogers e Joan Chen.

## Trama
Dopo il furto di diamanti in una rapina, il ladro di diamanti Frank Warren viene tradito dal suo migliore amico Sam e la sua fidanzata Noelle, che lo denuncia alle autorità. Frank viene condannato a scontare la pena di reclusione a  12 anni in Camp Holliday, una prigione sperimentale in cui viene consegnato a ogni detenuto un collare elettronico contenente un ordigno esplosivo che è elettronicamente collegato a un altro detenuto. Se un detenuto tenta di fuggire dal Campo Holliday ed è separato dal compagno cui esso è collegato da più di 100 metri, entrambi i collari esploderanno. Frank apprende che il detenuto cui egli è collegato è Tracy Riggs, la quale lo convince a scappare insieme a lei. Tracy e Frank riescono entrambi ad evadere. In fuga dalle autorità, i due sono inseguiti da Sam e Noelle, ex-membri della banda di Warren, credendo che Frank li condurrà ai diamanti che ha nascosto.